# The Little American
The Little American és una pel·lícula muda dirigida per Cecil B. DeMille i protagonitzada i produïda per Mary Pickford. Escrita per Jeanie MacPherson, va tenir un cost de 166.949,16 dòlars (incloent els honoraris de l’actriu que pujaven a 86.666,66 dòlars) i va obtenir uns guanys de 446.236,88 dòlars. La pel·lícula, que es posicionava contra els alemanys en la Primera Guerra Mundial, es va estrenar el 2 de juliol de 1917.

## Argument
Karl Von Austreim, un alemany que viu als Estats Units, s'acomiada de la seva estimada, Angela Moore, i torna a Alemanya quan esclata la Primera Guerra Mundial per lluitar pel seu país natal. També marxa a la guerra el comte Jules de Destin de l'ambaixada francesa, rival de la mà d'Àngela. Mesos després Angela és cridada a França per cuidar la seva tia moribunda que viu en un castell. Durant el viatge, el seu vaixell és torpedejat però és rescatada i finalment pot arribar a França. Allà descobreix que la seva tia ha mort i que l'antic castell es troba en el front de guerra.
Quan accidentalment una ambulància queda encallada a prop del castell, Angela retroba Jules, que ha perdut un braç i és heroi de guerra, i accepta que aquest la mansió es converteixi en un hospital. Ella es queda a cuidar els soldats francesos ferits i accepta ocultar un telèfon amb el qual un soldat espia pot contactar amb els francesos en retirada i informar de les posicions dels alemanys. En arribar els alemanys el soldat amagat és descobert i afusellat. Els alemanys, borratxos, forcen l'entrada del castell amb la idea de violar les noies i entre ells es troba Karl, transformat per la guerra. En descobrir-la amagada se sent avergonyit però no pot fer res per impedir que els seus companys violin les noies de l’hospital. Angela aconsegueix abandonar la mansió però en ser testimoni de l'execució de civils francesos decideix tornar per venjar-se.
Angela truca als francesos pel telèfon ocult i descriu la posició de les armes a prop del castell. Els francesos ataquen els alemanys i aquests s'adonen que algú està passant informació als francesos. Karl descobreix que ha estat Angela però intenta ajudar-la a escapar però és atrapada. El comandant ordena que Angela sigui afusellada per a espia. Quan Karl intenta salvar-la, és condemnat a ser executat per traïció. Un atac dels francesos els salva, i s’amaguen en una església on són ferits per un bombardeig. L'endemà, són trobats pels francesos que inicialment volen afusellar Karl. Angela demana al seu comandant, el comte Jules de Destin, que els deixi en llibertat. Aquest li permet tornar als Estats Units amb Karl al seu costat.

## Repartiment
- Mary Pickford (Angela Moore)
- Jack Holt (Karl von Austreim)
- Raymond Hatton (comte Jules De Destin)
- Hobart Bosworth (coronel alemany)
- Walter Long (capità alemany)
- James Neill (senador John Moore)
- Ben Alexander (Bobby Moore)
- Guy Oliver (Frederick von Austreim)
- Edythe Chapman (Mrs. von Austreim)
- Lillian Leighton (bestia d’Angela)
- DeWitt Jennings (advocat anglès)
- Ramón Novarro (soldat ferit, no surt als crèdits)
- Sam Wood (soldat ferit, no surt als crèdits)
- Lila Lee (infermera, no surt als crèdits)